# Automolodes goldiei
Automolodes goldiei är en fjärilsart som beskrevs av Druce 1882. Automolodes goldiei ingår i släktet Automolodes och familjen mätare. Inga underarter finns listade i Catalogue of Life.